# Johan (ärkebiskop)
Johan, även (latin:) Johannes Upsaliensis, född i Uppsala eller Polen, död 8 eller 15 september 1291, var en svensk präst, dominikanmunk och ärkebiskop av Uppsala stift från 1289 till sin död 1291.

## Biografi
Enligt en del källor föddes Johan i Polen, enligt andra i Uppsala. Det senare stöds eventuellt av att han kallade sig Upsalensis.
Han var prior för Sigtuna dominikankonvent, vald till biskop i Åbo stift 1286 efter kanonisk rätt. I motsats till sina företrädare i ämbetet, som utnämnts av påven efter förslag från kungen, valdes han av domkapitlet i Korois, där biskopen då hade sitt säte. Johannes I, som han heter i Åbo stifts längder, anses vara den som lät grunda domkyrkan i Åbo. Han valdes till Magnus Bossons efterträdare som ärkebiskop och godkändes av Nicolaus IV 1290.
Han verkade för att det skulle bli lättare för svenska studenter att läsa vid Paris universitet och han avled under resa till Avignon där han skulle träffa påven för att ta emot palliet.
Han avled 8 eller 15 september 1291. Enligt en tradition ligger han begravd i Sigtuna dominikankyrka, enligt en annan i Provence (alternativt Provins i Champagne), Frankrike, i en grav som förstördes under franska revolutionen.